# Band in China
"Band in China" là tập thứ hai của mùa thứ 23 của loạt phim truyền hình hoạt hình Hoa Kỳ South Park. Là tập thứ 299 tính từ đầu loạt phim, nó được công chiếu trên Comedy Central ở Hoa Kỳ vào ngày 2 tháng 10 năm 2019. Tập phim này hài nhái sự kiểm duyệt các phương tiện truyền thông ở Trung Quốc và các cách mà ngành công nghiệp giải trí Mỹ cố tình làm giảm chất lượng những tác phẩm của mình để tránh điều đó.
Do tập phim chỉ trích về hành động của chính phủ Trung Quốc, cả loạt phim đã bị cấm hoàn toàn trong nước—một động thái làm dấy lên chỉ trích từ những người sáng tạo ra chương trình.

## Cốt truyện
Khi Stan Marsh—một cậu học sinh lớp bốn—sáng tác một bài hát cho ban nhạc death metal mới của mình mang tên Crimson Dawn, cha của cậu—Randy—thông báo với gia đình rằng anh dự định đi Trung Quốc để mở rộng doanh nghiệp cần sa của gia đình tên là Tegridy Farms. Khi lên máy bay đến Trung Quốc, Randy nhìn thấy nhiều người khác, bao gồm các cầu thủ NBA và các nhân vật từ Disney cũng đang đến đó để mở rộng doanh nghiệp. Anh bị bắt giữ tại một sân bay Trung Quốc khi cần sa bị phát hiện trong hành lý của anh. Randy bị bỏ tù; tại đó anh chứng kiến người khác bị xử tử tại chỗ, và bị ép cải tạo thông qua lao động, bị tra tấn, và phải cải tạo theo Đảng Cộng sản.
Trong buổi diễn tập của Crimson Dawn, ban nhạc được một nhà sản xuất âm nhạc muốn làm phim tiểu sử về ban nhạc này đến thăm, vì các thể loại âm nhạc truyền thống như album và tour không còn mang lại nhiều lợi nhuận nữa. Stan, vì muốn rời khỏi nhà trang trại của mình đến tuyệt vọng, rất thích thú khi nghe điều này. Khi thảo luận về kết cấu của bộ phim, các thành viên trong ban nhạc mới biết rằng một số khía cạnh của cuộc sống của họ sẽ phải bị cắt bỏ thì bộ phim mới có thể được buôn bán ra thị trường ở Trung Quốc do sự kiểm duyệt của các phương tiện truyền thông.
Trong tù, Randy gặp các bạn tù gấu Winnie the Pooh và lợn Piglet; họ phải ở tù vì họ bị cấm ở Trung Quốc sau khi các meme Internet so sánh Chủ tịch Trung Quốc Tập Cận Bình với gấu Pooh của Disney lan truyền rộng rãi. Khi Randy bị đưa ra trước tòa, anh chỉ trích chính phủ Trung Quốc về cách họ đối xử với các tù nhân của mình, và cáo buộc họ thiếu "tegridy" (thuật ngữ riêng của Randy—chơi chữ với "integrity" nghĩa là "tính liêm chính"). Khi những lời chỉ trích của Randy đến tai Chuột Mickey, nó giận dữ trách mắng anh về những đối tác doanh nghiệp ở Trung Quốc mà nó sẽ mất đi vì lời nói của anh, nhưng Randy giữ vững quan điểm của mình rằng không nên tiến hành kinh doanh trên cơ sở hăm dọa, và bày tỏ ý tưởng nhập khẩu cần sa của mình với nó. Khi Mickey và Randy trình bày kiến nghị của họ với các quan chức Trung Quốc, họ bị từ chối; Mickey cho rằng nguyên nhân là do vấn đề gấu Pooh. Randy đáp lại bằng cách sử dụng mật ong để dụ Pooh đến một con hẻm vắng vẻ và thắt cổ Pooh đến chết, trong khi lợn Piglet chứng kiến trong kinh hãi.
Trong quá trình quay phim ban nhạc Crimson Dawn, sự kiểm duyệt tiếp diễn đến mức các quan chức Trung Quốc phải đứng ở trường quay để phê duyệt nội dung của bộ phim. Nhà sản xuất yêu cầu Stan phải viết lại kịch bản "từ trái tim của mình", nhưng Stan nản chí khi một nhân viên kiểm duyệt người Trung Quốc đứng lù lù sau cậu khi cậu viết kịch trong phòng ngủ của mình, gạch bỏ những đoạn mà nhân viên không đồng ý. Sau khi nói chuyện với những người trong ban nhạc của mình, Stan nhận ra rằng bộ phim duy nhất được chấp nhận ở Trung Quốc là một bộ phim nào đó "tầm thường và sến". Bạn thân nhất của Stan, Kyle Broflovski, xuống xe buýt với Eric Cartman sau khi họ bị giam giữ tại một trung tâm ICE trong tập phim trước. Cuộc sum họp giữa những người bạn đã truyền cảm hứng cho Stan để cậu tổ chức lại ban nhạc Fingerbang của mình trước đây để đóng một bộ phim tiểu sử mới, nhưng cậu đã đổi ý trong giữa quá trình quay phim, nói rằng dù cậu muốn rời trang trại đến mức nào đi nữa, thì cậu cũng không thể làm giảm chất lượng phim vì Trung Quốc được, và nhận xét rằng bất cứ ai làm vậy là vô giá trị. Trong khi đó, cần sa Tegridy Weed của Randy đã trở nên hợp pháp ở Trung Quốc. Khi một chiếc xe tải đổ một đống tiền mặt tại trang trại gia đình trong khi cả nhà đang ăn, Stan hỏi Randy tại sao anh lại dính đầy mật và máu. Khi Randy thú nhận rằng anh đã giết gấu Pooh, Stan bình tĩnh rời khỏi bàn ăn để viết một bài hát khác về cha mình.

## Đón nhận và tranh cãi

### Đón nhận
John Hugar cùng với The A.V. Club đã chấm cho tập này điểm "B", gọi nó là "mạnh". Ông đã so sánh quyết định chỉ trích tác động của chính phủ Trung Quốc đối với ngành giải trí Mỹ của Parker và Stone với những trường hợp trước đây khi mà họ cũng thể hiện sự táo bạo tương tự trong việc lựa chọn mục tiêu hài nhái, như khi họ bình luận về mô tả của các phương tiện truyền thông về nhà tiên tri Muhammad trong các tập phim trước đó. Hugar cho rằng việc Randy bị bắt do anh không nghiên cứu kỹ luật cần sa ở Trung Quốc là một trong những khoảnh khắc hài hước nhất của loạt phim. Ông cũng khen ngợi nhạc của ban nhạc Crimson Dawn và việc sử dụng chuột Mickey, cả hai đều để xoa dịu các phân cảnh căng thẳng và là một phần quan trọng của kết truyện.
Cộng tác viên cho tờ báo Forbes, Dani Di Placido, cho biết tập phim này "hài hước, và sâu sắc đến mức trầm cảm," đồng thời chỉ ra sự tương phản giữa quyết định của Stan và việc Randy chọn đặt lợi nhuận lên trên nguyên tắc là ví dụ rõ nhất về điều đó.
Joe Matar, nhận xét trên website Den of Geek tiêu cực hơn, xếp hạng tập phim 2 trên 5 sao; ông cho rằng việc Trey Parker liên hệ những vấn đề trong mối quan hệ giữa Stan và Randy với những vấn đề đạo đức to lớn hơn của tập phim là kỹ năng viết kịch thông minh, nhưng cho rằng cả tập phim bị tỳ viết vì "xây dựng cốt truyện lười biếng và hài kịch gây sốc nhàm chán."
Matthew Rozsa từ website Salon cảm thấy rằng tập phim đã bày tỏ sự chỉ trích xác đáng về cách mà ngành công nghiệp giải trí Mỹ tự biến chất và làm giảm chất lượng chính mình để phù hợp với quan điểm của chính phủ Trung Quốc, và rất thích cách mà tập phim minh họa luận điểm này.
Jahara Matisek, một giáo sư tại Học viện Không quân Hoa Kỳ, đã ca ngợi tập phim này trong một bài báo viết cho Viện Chiến tranh Hiện đại, và mô tả tầm quan trọng của việc South Park vạch rõ sự thay đổi cần thiết của Mỹ về vấn đề thông tin và chiến tranh chính trị chống lại Trung Quốc. Matisek cho rằng tập phim (giờ đang bị cấm ở Trung Quốc) "không những trình bày xung đột về giá trị, mà còn đóng vai trò là một cách để thúc đẩy lợi ích và quyền lực mềm của Mỹ trong thời đại mà Trung Quốc ngày càng cố gắng áp đặt một tầm nhìn độc tài đối với khu vực lân cận của mình và thế giới."

### Trung Quốc cấm
Đáp lại việc tập phim chỉ trích chính phủ Trung Quốc, South Park đã bị cấm hoàn toàn ở Trung Quốc, bao gồm cả trên các dịch vụ phát trực tuyến và trên các nền tảng mạng xã hội. Mỉa mai thay, tiêu đề của tập phim, "Band in China" ("Ban Nhạc ở Trung Quốc), là một biện pháp chơi chữ với cụm từ "Banned in China" ("Bị Cấm ở Trung Quốc").
Vào tháng 10 năm 2019, những người nắm được tình hình nội bộ nói với Bloomberg rằng Apple, công ty có một bộ phận người tiêu dùng và nhà sản xuất đáng kể ở Trung Quốc, được cho là ít có khả năng đấu thầu để hưởng quyền phát trực tuyến loạt phim do lệnh cấm của Trung Quốc.
Đáp lại những lời phê bình và lệnh cấm sau đó ở Trung Quốc, hai nhà sáng tạo South Park, Matt Stone và Trey Parker, đã đưa ra một lời xin lỗi giả, nói rằng: "Cũng giống như NBA, chúng tôi hoan nghênh các nhà kiểm duyệt Trung Quốc vào nhà và vào tim của chúng tôi. Chúng tôi đây cũng yêu tiền hơn tự do và dân chủ. Tập không nhìn giống y hệt Winnie the Pooh một chút nào đâu. Đón xem tập thứ 300 của chúng tôi lúc 10 giờ tối thứ Tư tuần này nhé! Đảng Cộng sản Trung Quốc Vĩ Đại muôn năm! Kính mong vụ thu hoạch lúa miến mùa thu này bội thu! Bây giờ [mối quan hệ của] chúng ta ổn rồi chứ gì hả Trung Quốc?" Lời xin lỗi đề cập đến một cuộc tranh cãi đang diễn ra vào thời điểm đó xung quanh Giải bóng rổ Nhà nghề Mỹ (NBA) và lời bình luận của Daryl Morey về các cuộc biểu tình ở Hồng Kông năm 2019–20, trong đó ông nói ông ủng hộ những cuộc biểu tình này. Vào đêm ngày 8 tháng 10 năm 2019, tập phim được chiếu trên một con phố đông đúc ở quận Thâm Thủy Bộ, Hồng Kông như một hình thức biểu tình.